# Per Morberg
Per Morberg (født Per Henrik Andersson; 23. juni 1960) er en svensk skuespiller, der er bedst kendt for sin rolle som Joakim Wersén i tv-serien Beck.
Andre af hans roller inkluderer sæbeoperaen Rederiet samt filmene De nøgne træer (1991), Min fynske barndom (1994) og Som i himlen (2004).

## Udvalgt filmografi
- 1939 (1989)
- De nøgne træer (1991)
- Min fynske barndom (1994)
- Rederiet (tv-serie, 1994-1995)
- Blomkvist - Mesterdetektiven lever farligt (1996)
- Anna Holt - Polis (tv-serie, 1996)
- Spor i mørket (1997)
- Zingo (1998)
- C/o Segemyhr (tv-serie, 1999)
- Som i himlen (2004)
- Kodenavn Hunter (tv-serie, 2007)
- Kommissæren og havet (tv-serie, 2007)
- Labyrint (tv-serie, 2007-2008)
- Kommissær Speck (2010)
- Stockholm-Båstad (tv-serie, 2011)
- Fjällbacka-mordene - Beskuerens øje (2012)
- Sølykken (tv-serie, 2018)
- Clark (tv-serie, 2022)